# فهرست دانشگاه‌ها در ترکیه
مهم‌ترین دانشگاه‌های کشور ترکیه عبارت‌اند از:
- دانشگاه آبانت عزت بایسال
- دانشگاه آک دنیز
- دانشگاه کیرکلارلی
- دانشگاه آنکارا
- دانشگاه غازی انتپ[۲]
- دانشگاه آتاترک
- دانشگاه آتیلیم
- دانشگاه باغچه شهر
- دانشگاه بالیکسیر
- دانشگاه باشکنت
- دانشکده بیکنت
- دانشگاه بیلگی استانبول
- دانشگاه بیلکنت ، از ۱۰۰۰ دانشگاه برتر جهان در سال ۲۰۲۳.[۳]
- دانشگاه بغازیچی
- دانشگاه چاغ
- دانشگاه جلال بایار
- دانشگاه ۱۸ مارس چاناک قلعه (جناق‌قلعه)
- دانشگاه چوکوراُوا
- دانشگاه جمهوریت سیواس
- دانشگاه سلیمان دمیرل
- دانشگاه دجله
- دانشگاه دوغوش
- دانشگاه دوکوز ایلول
- دانشگاه دوملوپینار کوتاهیا
- دانشگاه اژه
- دانشگاه ارجیس
- دانشگاه فاتح
- دانشگاه فرات
- دانشگاه گالاتاسرای
- دانشگاه غازی
- دانشگاه حاجت تپه ، از ۱۰۰۰ دانشگاه برتر جهان در سال ۲۰۲۳.[۳]
- دانشگاه خلیج
- دانشگاه حران شانلی اورفا
- دانشگاه کادیرخاص
- دانشگاه اینونو مالاتیا
- دانشگاه ایشیک
- دانشگاه استانبول ، از ۱۰۰۰ دانشگاه برتر جهان در سال ۲۰۲۳.[۳]
- دانشگاه قفقاز قارص
- دانشگاه قارا آلماس زونگولداک
- دانشگاه فنی کارادنیز
- دانشگاه قوچ
- دانشگاه قوجاایلی
- دانشگاه فرهنگ استانبول
- دانشگاه فنی ییلدیز، از ۱۰۰۰ دانشگاه برتر جهان در سال ۲۰۲۳.[۳]
- دانشگاه مال تپه
- دانشگاه مرمره استانبول
- دانشگاه معمار سینان
- دانشگاه موغلا
- دانشگاه مصطفی کمال ختای
- دانشگاه نیغده
- دانشگاه فنی خاورمیانه
- دانشگاه غازی عثمان پاشا
- دانشگاه پاموک قلعه
- دانشگاه سابانجی، از ۱۰۰۰ دانشگاه برتر جهان در سال ۲۰۲۳.[۳]
- دانشگاه اوزیغین، از ۱۰۰۰ دانشگاه برتر جهان در سال ۲۰۲۳.[۳]
- دانشگاه ساکاریا (سقاریه)
- دانشگاه سلجوق (قونیه)
- دانشگاه فنی استانبول
- دانشگاه اولوداغ
- دانشگاه گالاتا
- دانشگاه یوزونجوییل
- دانشگاه یدی تپه
- دانشگاه مدیپول
- دانشگاه آلتین باش
- دانشگاه کوچ، از ۱۰۰۰ دانشگاه برتر جهان در سال ۲۰۲۳.[۳]
- دانشگاه ییلدیریم بیازیت آنکارا
- دانشگاه چانکایا، از ۱۰۰۰ دانشگاه برتر جهان در سال ۲۰۲۳.[۳]

## ۱۰ دانشگاه برتر ترکیه
بهترین دانشگاه‌های ترکیه در سال ۲۰۲۰ بر اساس رتبه‌بندی مؤسسه QS به ترتیب زیر می‌باشد.
1. دانشگاه کوچ
2. دانشگاه بیلکنت ، از ۱۰۰۰ دانشگاه برتر جهان در سال ۲۰۲۳.[۳]
3. دانشگاه سابانچی
4. دانشگاه فنی خاورمیانه ، از ۱۰۰۰ دانشگاه برتر جهان در سال ۲۰۲۳.[۳]
5. دانشگاه بغازیچی ، از ۱۰۰۰ دانشگاه برتر جهان در سال ۲۰۲۳.[۳]
6. دانشگاه قاضی
7. دانشگاه آنکارا
8. دانشگاه حاجت تپه ، از ۱۰۰۰ دانشگاه برتر جهان در سال ۲۰۲۳.[۳]
9. دانشگاه استانبول
10. دانشگاه قاضی آنتپ